# Cyclocephala modesta
Cyclocephala modesta är en skalbaggsart som beskrevs av Hermann Burmeister 1847. Cyclocephala modesta ingår i släktet Cyclocephala och familjen Dynastidae. Inga underarter finns listade i Catalogue of Life.